# Carl Bensel

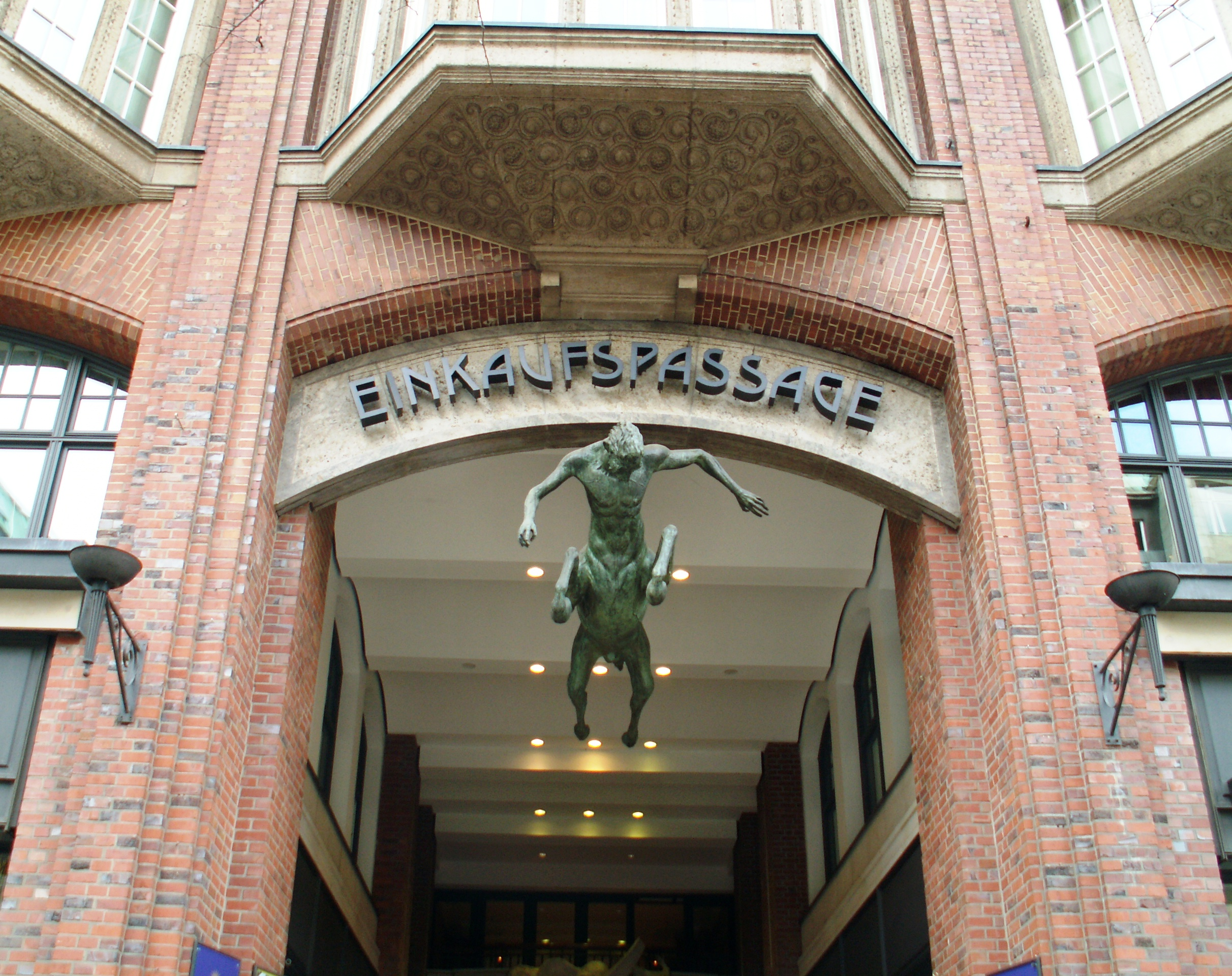
Levantehaus, Eingangsportal (1912)

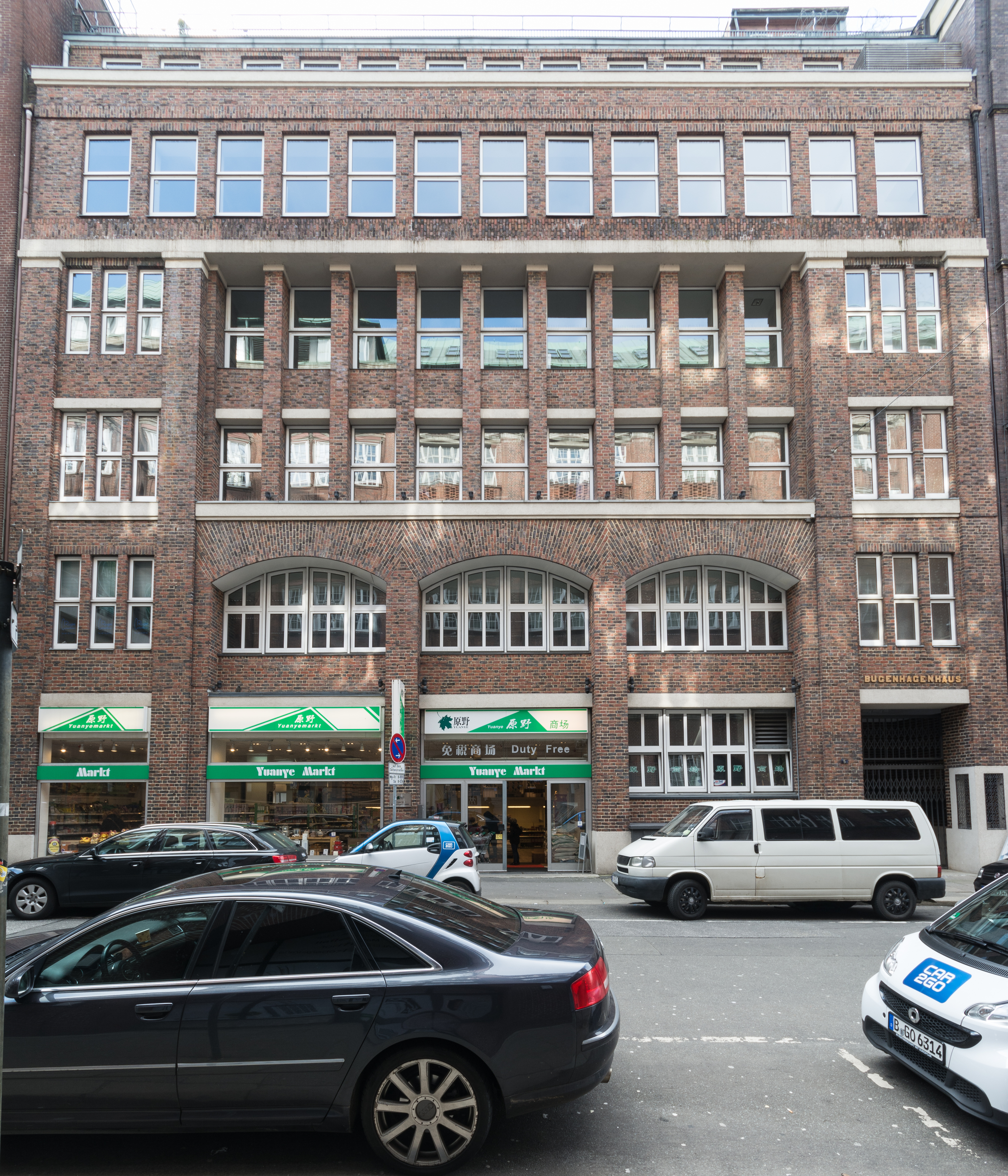
Bugenhagenhaus (1914)

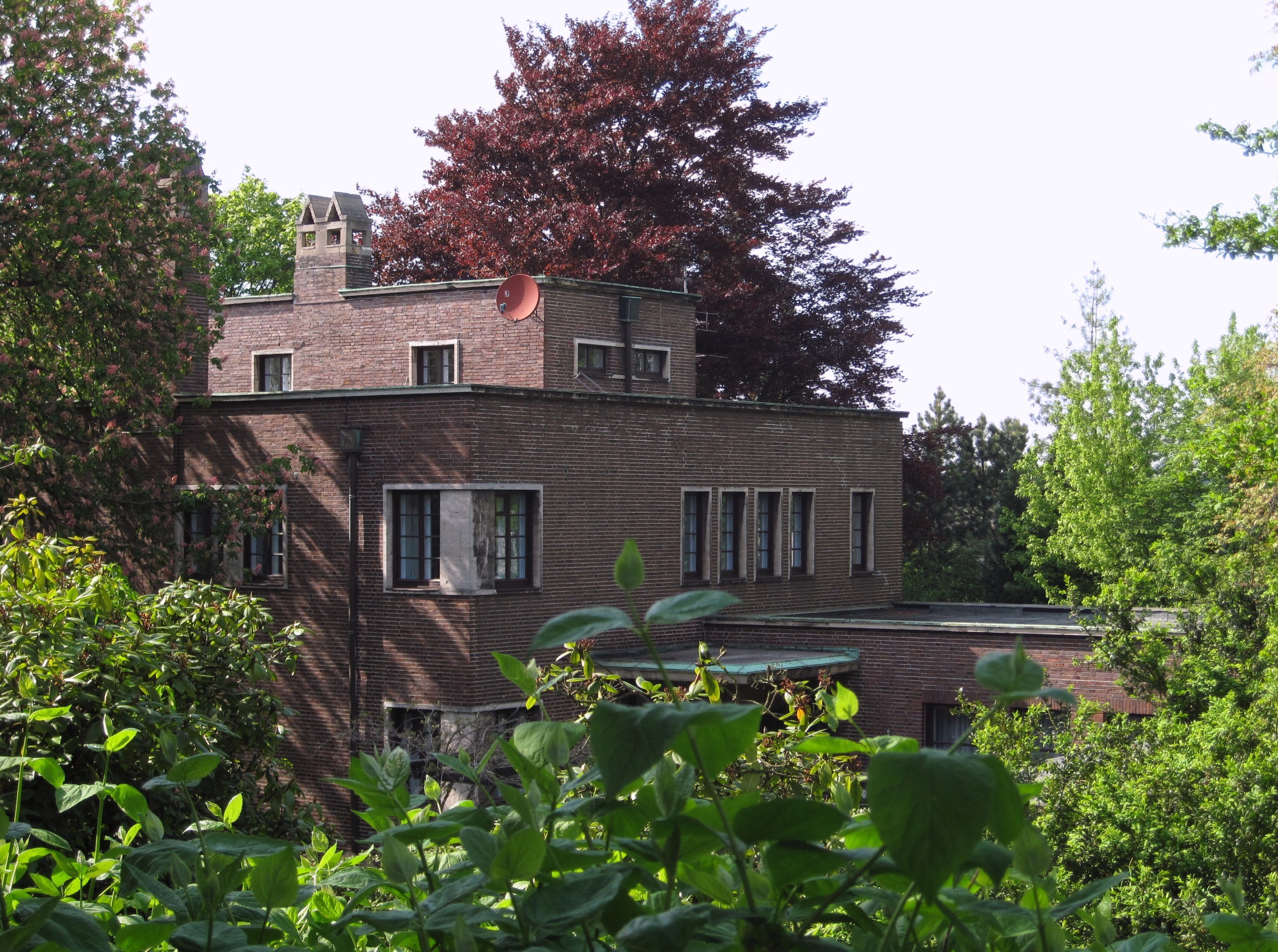
Villa Heutelbeck (1926)

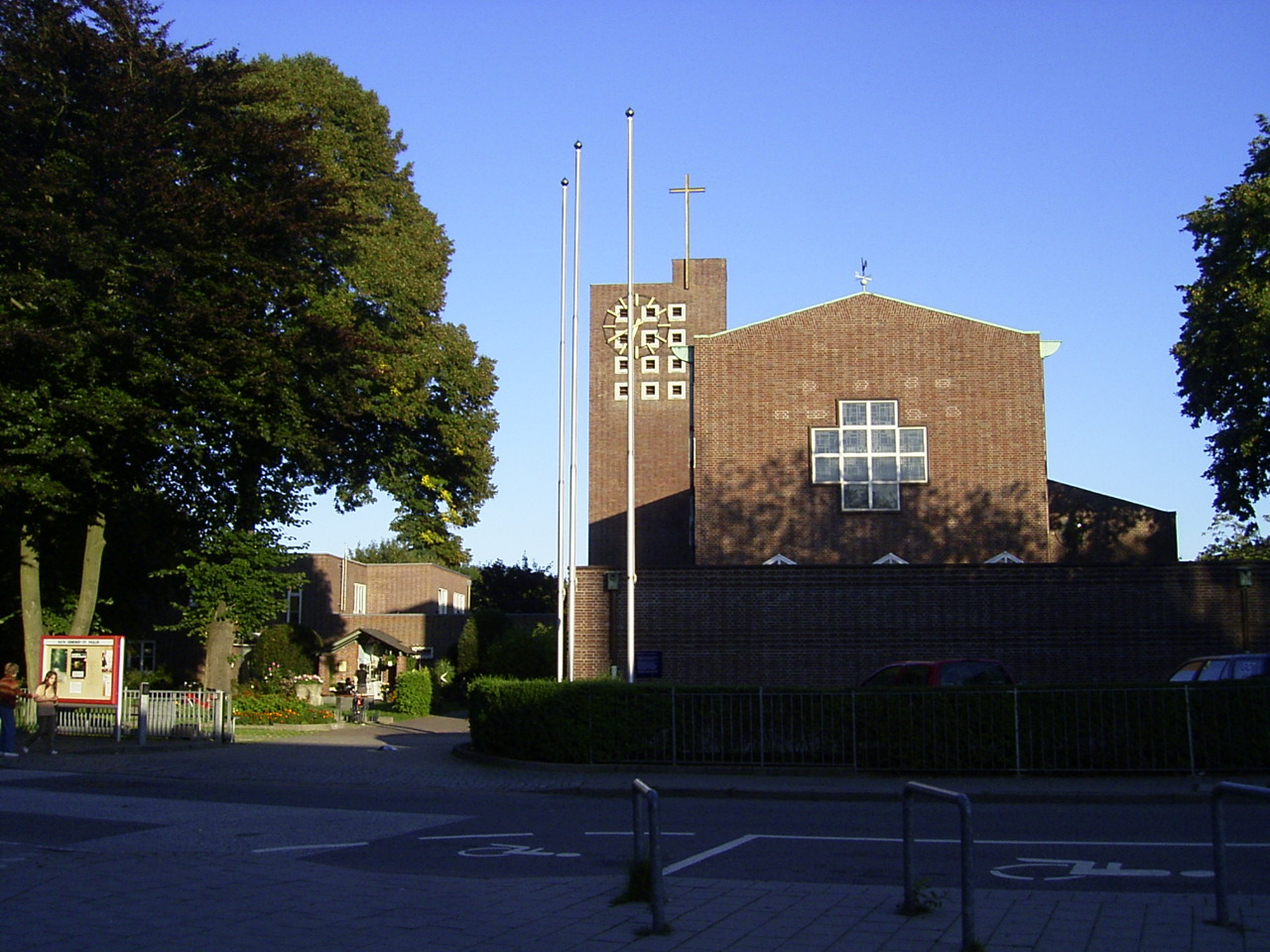
St.-Paulus-Kirche Billstedt (vor 1930)

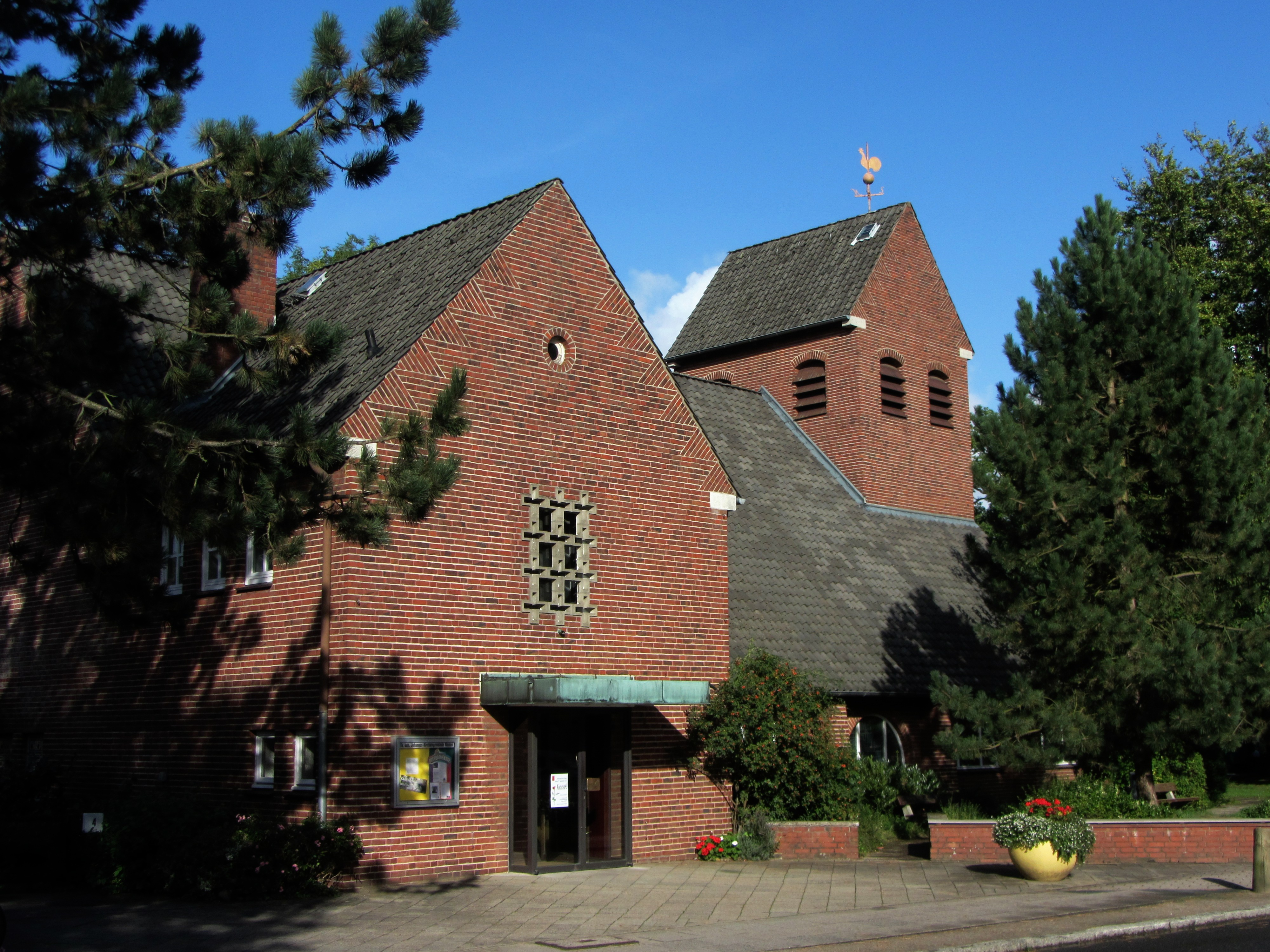
Johanneskirche (1937)

Carl Gustav Bensel (* 3. April 1878 in Iserlohn; † 11. Oktober 1949 in Hamburg) war ein deutscher Architekt.

## Leben
Nach dem Abitur studierte Bensel zunächst Philosophie und Kunstgeschichte, wechselte dann zur Architektur, er besuchte die Technische Hochschule (Berlin-)Charlottenburg, die Technische Hochschule Dresden und die Technische Hochschule München. Bereits 1905 legte er das 2. Staatsexamen ab und arbeitete anschließend bis 1910 als Regierungsbaumeister in der Bauabteilung der preußischen Eisenbahndirektion Köln unter Baurat Friedrich Mettegang, zuletzt als Leiter der Eisenbahnhochbauabteilung Krefeld.
1910 machte er sich in Düsseldorf selbstständig, offenbar auf der Basis des umfangreichen Auftrages einer privaten Eisenbahngesellschaft. In den folgenden drei Jahren arbeitete er wiederholt mit anderen Architekten zusammen, darunter Fritz August Breuhaus de Groot und Johann Kamps. Auf Anregung durch Alfred Lichtwark beteiligte Bensel sich erfolgreich an verschiedenen Wettbewerben für Neubauten im Bereich der Mönckebergstraße in Hamburg, weshalb er 1913 nach Hamburg übersiedelte. Dort kam es zunächst zu einer Zusammenarbeit mit dem als Immobilienunternehmer tätigen Architekten Franz Bach, bei der Bensel vor allem für die Fassadengestaltung zuständig war. Der Einfluss des Oberbaudirektors Fritz Schumacher auf das Hamburger Baugeschehen bewirkte, dass Bensel sich in seinen Entwürfen zunehmend von traditionellen Motiven lösen und einer schlichteren, zeitgemäß-modernen Architektur zuwenden konnte.
Von August 1914 bis Dezember 1918 leistete Bensel offiziell als Soldat Kriegsdienst; während des Ersten Weltkrieges wurde das Kraftwerk Tiefstack in Hamburg fertiggestellt, dessen Fassaden er entworfen hat.
1924 wurde Bensels langjähriger Mitarbeiter Johann Kamps zu seinem Teilhaber, dritter Partner wurde 1929 der Altonaer Architekt Heinrich Amsinck. Das Architekturbüro Bensel und Kamps (bzw. Bensel, Kamps und Amsinck) erregte zunächst durch seine Projekte im Bereich des Wohnungsbaus Aufmerksamkeit, ab Mitte der 1920er Jahre kamen Erfolge im Kirchenbau hinzu. Mit seinen Bauten gehörte das Büro zu den wichtigsten Vertretern des Neuen Bauens in Hamburg. Außerdem sind mehrere Projekte für Griechenland nachweisbar.
Als eines der renommiertesten Architekturbüros Hamburgs überstanden Bensel, Kamps und Amsinck sowohl die Weltwirtschaftskrise als auch den Machtwechsel 1933. Unter Anpassung an die nationalsozialistische Ideologie zeigten die Entwürfe nach 1933 verstärkt landschaftsbezogen traditionelle Elemente. Zum 1. Mai 1933 trat er der NSDAP bei (Mitgliedsnummer 3.038.512), wurde aber wegen einer Logenzugehörigkeit 1936 ausgeschlossen. Ebenfalls war er bis Anfang 1935 Mitglied der Reiter-SS.
Nach Ausbruch des Zweiten Weltkriegs konnte sich das Büro Bensel, Kamps und Amsinck noch einige Zeit mit Wettbewerbsentwürfen und Gutachten halten, die es im Auftrag von Konstanty Gutschow erarbeitete, wurde dann aber 1943 aufgelöst, als Heinrich Amsinck wegen seiner Einberufung zum Kriegsdienst ausschied und Johann Kamps verstarb.
Carl Bensel war Mitglied im Deutschen Werkbund und im Bund Deutscher Architekten (BDA), in dessen Vorstand er 1931 gewählt wurde. 1919 wurde er Mitglied der Hamburger Freimaurerloge Zum Pelikan.
Er verstarb Ende 1949 in Hamburg und wurde auf dem Blankeneser Friedhof begraben.
1979 wurde in Hamburg-Bergedorf der Benselweg nach ihm benannt.

## Bauten
- 1906–1907: Empfangsgebäude des Hauptbahnhofs in Rheydt (zerstört)
- vor 1911: Hochbauten für die Krefelder Eisenbahn-Gesellschaft[3]
- vor 1911: Wohnhaus Dr. Craemer in Krefeld[3]
- vor 1911: Wohnhaus Dr. Seebach in Krefeld[3]
- vor 1911: Restaurant der Schwabenbräu A.G. in Krefeld[3]
- vor 1911: Landhaus für Leopold von Kalckreuth in Hittfeld[3]
- 1911–1912: Kontorhaus Südseehaus in Hamburg-Altstadt Lage
- 1911–1912: Kontorhaus Levantehaus in Hamburg-Altstadt, Mönckebergstraße 7 Lage
- 1912–1913: Warenhaus Karstadt in Hamburg, Mönckebergstraße
- 1914: Bugenhagenhaus in Hamburg-Altstadt, Bugenhagenstraße 5 Lage
- 1914–1917: Heizkraftwerk Tiefstack in Hamburg-Tiefstack Lage
- 1920: Rondeelartige Familiengrabanlage Münchmeyer/Schröder, Friedhof Ohlsdorf, Hamburg[4]
- 1924–1926: Villa Heutelbeck in Iserlohn Lage
- 1925–1926: Wohnblock Lachnerstraße in Hamburg-Barmbek Lage[5]
- 1926: Franziskuskirche in Hamburg-Barmbek Lage[6]
- 1927–1928: Kindererholungsheim in Bad Sassendorf (zerstört)[7]
- 1928–1929: Wohnhaus Sieveking in Hamburg-Hochkamp[8]
- 1928–1929: drei Einfamilienhäuser Goßlers Park 22–24 in Blankenese[8] Lage
- 1929–1930: St.-Paulus-Kirche in Hamburg-Groß Flottbek, Ebertallee 11 Lage
- 1929–1930: Ev. Heilig-Geist-Kirche in Wohltorf
- vor 1930: Klubhaus für den Hamburger Polo Club in Klein-Flottbek[8] Lage
- vor 1930: Kath. St.-Paulus-Kirche in Hamburg-Billstedt[8] Lage
- 1931–1934: Christuskirche Athen
- 1936–1937: Johanneskirche in Hamburg-Rissen Lage
- 1937–1938: eigenes Wohnhaus in Hamburg-Blankenese, Siebenweg 1 Lage
- Haus Ernst in Hamburg-Blankenese
- Haus Münchmeyer in Hamburg-Rissen
- Wohnblock Slomanstraße in Hamburg-Veddel
- Haus Schuchmann, Elbchaussee